# Love & Death
Love & Death is een Amerikaans misdaaddrama, in de vorm van een miniserie. Het is geregisseerd door Lesli Linka Glatter en Clark Johnson. David E. Kelley was de uitvoerend producent en schrijver. Op 27 april 2023 werden de eerste afleveringen uitgebracht op HBO Max.

## Premisse
De serie is gebaseerd op een waargebeurd verhaal uit Wylie, Texas. De huisvrouw Candy Montgomery werd beschuldigd van de bijlmoord op haar vriendin Betty Gore in 1980.

## Cast en personages

### Hoofdpersonages
- Elizabeth Olsen speelt Candy Montgomery
- Jesse Plemons speelt Allan Gore
- Lily Rabe speelt Betty Gore
- Patrick Fugit speelt Pat Montgomery
- Krysten Ritter speelt Sherry Cleckler
- Tom Pelphrey speelt Don Crowder
- Elizabeth Marvel speelt Jackie Ponder
- Keir Gilchrist speelt Ron Adams

### Bijrollen
- Amelie Dallimore speelt Jenny Montgomery
- Liam Pileggi speelt Ian Montgomery
- Harper Heath speelt Alisa Gore
- Olivia Applegate speelt Carol Crowder
- Jennifer Neala Page speelt Betty Huffhines
- Kira Pozehl speelt Elaine Williams
- Bonnie Gayle Sparks speelt Jo Ann Garlington
- Aaron Jay Rome speelt Richard Garlington
- Sara Burke speelt Barbara Green
- Richard C. Jones speelt Tom Cleckler
- Beth Broderick speelt Bertha Pomeroy
- Matthew Posey speelt Bob Pomeroy
- Fabiola Andújar speelt Mary Adams
- Brian d'Arcy James speelt Dr. Fred Fason
- Mackenzie Astin speelt Tom O'Connell
- Adam Cropper speelt Robert Udashen
- Bruce McGill speelt Judge Tom Ryan
- Drew Waters speelt Jerry McMahan
- Sunday Dangerstone speelt Tina Grant
- Charlie Talbert speelt Lester Gayler
- Robert Walden speelt Dr. Irving Stone
- Brad Leland speelt Chief Royce Abbott
- Boo Arnold speelt Texas Ranger GW Burks
- Dave Maldonado speelt Detective Jim Cochran
- Chris Freihofer speelt Agent Joe Murphy
- Christin Sawyer Davis speelt Elaine Carpenter

## Productie
In mei 2021 werd aangekondigd dat HBO Max zou beginnen met productie van de miniserie, met Elizabeth Olsen in de hoofdrol. Jesse Plemons werd een maand later aan de cast toegevoegd. In juni 2021 werd Patrick Fugit aan de cast toegevoegd. Lily Rabe, Keir Gilchrist, Elizabeth Marvel, Tom Pelphrey en Krysten Ritter werden in de daaropvolgende maanden toegevoegd aan de cast.
Opnamen vonden plaats tussen 27 september 2021 en 7 april 2022. De meeste opnamen werden gedaan in een filmstudio in Kyle, Texas. Op-locatie opnamen vonden plaats in Austin, Texas en omliggende gebieden, waaronder La Grange, Coupland, Georgetown, Hutto, Seguin, Kerrville, Lockhart, Killeen, Smithville, Buda en San Marcos.

## Release
De eerste drie aflevering van Love & Death werden op 27 april 2023 uitgebracht op HBO Max. Daarna werd er wekelijks één nieuwe aflevering uitgebracht tot 25 mei 2023.

## Ontvangst
Op Rotten Tomatoes heeft Love & Death een goedkeuringsscore van 65% op basis van 37 recensies van critici, met een gemiddelde score van 6,7/10. Vrij vertaald is de consensus van de critici van de website: "Een geweldige Elizabeth Olsen geeft Love & Death wat leven, maar deze fantasieloze hervertelling van een griezelige moord is weinig uniek vergeleken met andere true-crime verhalen." Metacritic kende de serie een gewogen gemiddelde score toe van 60 van de 100, gebaseerd op meningen van 18 critici; het waren vooral gemixte of matig-enthousiaste beoordelingen.Variety schreef dat Love & Death goed gemaakt is, maar weinig origineel is en vergelijkbaar met de serie Candy uit 2022 over hetzelfde onderwerp.